# Jay Vine
Jay Vine (* 16. listopadu 1995) je australský profesionální silniční cyklista jezdící za UCI WorldTeam UAE Team Emirates XRG.

## Kariéra
V prosinci 2020 bylo oznámeno, že Vine podepsal kontrakt s UCI Continental týmem ARA Pro Racing Sunshine Coast pro sezónu 2021. Místo toho však později téhož roku podepsal kontrakt s UCI ProTeamem Alpecin–Fenix, který získal díky vítězství v programu Zwift Academy 2020.
Svůj debut na Grand Tours si Vine odbyl na Vueltě a España 2021. V průběhu závodu se zapojil do několika úniků, z nichž ty nejvýznamnější byly ve 12. a 14. etapě. V dvanácté etapě byl posledním zbývajícím závodníkem z pozdního úniku na čele závodu a pelotonem byl dojet až v závěrečném kilometru. O 2 etapy později se dostal Vine do úniku znovu. 35 km před cílem se propadl zpět k týmovému autu pro občerstvení, ale při tom narazil do boku auta a spadl. I přesto byl schopen se dotáhnout zpět do úniku a získat třetí místo na vrcholovém dojezdu na Pico Villuercas. Závod dokončil na 73. místě v celkovém pořadí. Na základě těchto výsledků mu byl prodloužen kontrakt s týmem Alpecin–Fenix o 2 roky.
26. února 2022 se Vine stal vítězem závodu mužů na mistrovství světa v esport cyklistice 2022.
V srpnu 2022 se Vine znovu po roce zúčastnil Vuelty a España. V 6. etapě s cílem na Pico Jano Vine zaútočil asi 10 km před cílem ze skupiny favoritů. Poté, co dojel a následně předjel Marka Paduna, posledního zbývajícího závodníka z úniku, se mu za sebou podařilo nechat všechny favority a vyhrát etapu, čímž získal své první profesionální vítězství v kariéře. O 2 dny později se Vine dostal do úniku, který bojoval o etapové vítězství. Na závěrečném stoupání dne, Colláu Fancuaya, Vine odpáral své kolegy z úniku a dojel si pro druhé etapové vítězství v závodu. Také se  po etapě stal lídrem vrchařské soutěže. Ze závodu však musel stále jako lídr vrchařské soutěže odstoupit po nehodě v 18. etapě.

## Osobní život
Vine a jeho manželka Bre, sportovní novinářka a cyklistka, spolu žijí v Gironě ve Španělsku.

## Hlavní výsledky
2019
Tour of the Tropics
 celkový vítěz
vítěz 3. etapy
New Zealand Cycle Classic
3. místo celkově
Mistrovství Oceánie
7. místo silniční závod
2020
Australian National Road Series
vítěz 1. etapy
2. místo Peaks Challenge Falls Creek
Herald Sun Tour
5. místo celkově
2021
Kolem Turecka
2. místo celkově
2022
Mistrovství světa v esport cyklistice
 vítěz závodu mužů
Vuelta a España
vítěz etap 6 a 8
lídr  po etapách 8 – 17
Étoile de Bessèges
 vítěz vrchařské soutěže
Kolem Turecka
2. místo celkově
Kolem Norska
2. místo celkově
2023
Národní šampionát
 vítěz časovky
Tour Down Under
 celkový vítěz
Kolem Turecka
 vítěz vrchařské soutěže
vítěz 7. etapy
Vuelta a Burgos
8. místo celkově
2024
UAE Tour
10. místo celkově
Paříž–Nice
vítěz 3. etapy
Vuelta a Burgos
vítěz 4. etapy
62. místo celkově
Vuelta a España
 vítěz vrchařské soutěže
57. místo celkově

### Výsledky na Grand Tours
| Grand Tour      | 2021 | 2022 | 2023 | 2024 |
| --------------- | ---- | ---- | ---- | ---- |
| Giro d'Italia   | —    | —    | 34   | —    |
| Tour de France  | —    | —    | —    | —    |
| Vuelta a España | 73   | DNF  | DNF  | 57   |

| —   | Nezúčastnil se |
| DNF | Nedokončil     |
| JS  | Jede se        |